# Zjadunka (vattendrag i Vitryssland, Mahiljoŭs voblast)
Zjadunka (vitryska: Жадунька) är ett vattendrag i Belarus.   Det ligger i voblasten Mahiljoŭs voblast, i den östra delen av landet, 300 km öster om huvudstaden Minsk.
I omgivningarna runt Zjadunka växer i huvudsak blandskog. Runt Zjadunka är det ganska glesbefolkat, med 21 invånare per kvadratkilometer.